# Mihail Gușuleac
Mihail Gușuleac (n. 12 octombrie 1887, Lucavăț, Austro-Ungaria – d. 11 septembrie 1960, București, România) a fost un botanist român, membru corespondent (din 1937) al Academiei Române.

## Biografie
A fost profesor la Facultatea de Științe București.
A fost membru titular al Academiei de Științe din România începând cu 21 decembrie 1935 .